# Trygve Haugeland
Trygve Haugeland, né le 18 mars 1914 à Lyngdal (Vest-Agder) et mort le 10 décembre 1998, est un homme politique norvégien, membre du Parti du centre. 

## Carrière
Haugeland ressort diplômé de l'université agricole de Norvège en 1937. De 1946 à 1953, il est proviseur du lycée agricole de Lyngdal.
Il représente le comté de Vest-Agder au Storting (Parlement) de 1958 à 1961, après avoir été vice-représentant de 1945 à 1953. Il est ensuite ministre de la Protection de l'environnement (en) au sein du gouvernement Korvald (en) de 1972 à 1973. Il est aussi vice-maire de Lyngdal de 1948 à 1955.
Haugeland est membre du Comité Nobel norvégien du 31 mai 1974 au 31 décembre 1984. Il dirige sa Commission des ressources entre 1968 et 1971.

## Sources
- (no) Cet article est partiellement ou en totalité issu de l’article de Wikipédia en norvégien intitulé « Trygve Haugeland » (voir la liste des auteurs).
- (no) Trygve Haugeland sur le site du Storting
- (en) Trygve Haugeland sur le site de la Fondation Nobel